# بونی کوموروس
بونی کوموروس (به لاتین: Bouni) یک منطقهٔ مسکونی در اتحاد قمر است که در گرند کومور واقع شده‌است. بونی کوموروس ۸۳۱ نفر جمعیت دارد.